# 杉久保 (海老名市)
杉久保（すぎくぼ）は、神奈川県海老名市にある地名。2009年（平成21年）に住居表示が実施され、杉久保北（すぎくぼきた）一丁目 - 五丁目および杉久保南（すぎくぼみなみ）一丁目 - 五丁目の各町と、住居表示未実施の大字杉久保に分かれた。本稿ではこれら3つについて記述する。

## 地理
海老名市南東部、座間丘陵の南端に位置する。地域の大半は丘陵地帯で、北西の一部（住居表示未実施地域を含む）は相模平野の平地となっている。中央部は住宅化が進んでいるが、北東部・北西部には田畑が広がる。東部には県の農業大学校である神奈川県立かながわ農業アカデミーが立地する。
北で国分寺台および大谷南、西で今里および上河内、南で本郷、東で綾瀬市吉岡と接する（特記ないものは全て海老名市）。

### 面積
面積は以下の通りである。
| 大字           | 面積（km2） |
| -------------- | ----------- |
| 杉久保         | 0.11        |
|                |             |
| 杉久保北一丁目 | 0.19        |
| 杉久保北二丁目 | 0.17        |
| 杉久保北三丁目 | 0.34        |
| 杉久保北四丁目 | 0.25        |
| 杉久保北五丁目 | 0.25        |
| 杉久保北 計    | 1.20        |
|                |             |
| 杉久保南一丁目 | 0.17        |
| 杉久保南二丁目 | 0.08        |
| 杉久保南三丁目 | 0.22        |
| 杉久保南四丁目 | 0.20        |
| 杉久保南五丁目 | 0.09        |
| 杉久保南 計    | 0.76        |

### 河川
- 永池川
- 釜坂川

### 地価
住宅地の地価は、2023年（令和5年）1月1日の公示地価によれば、杉久保北4-15-11の地点で12万円/m2となっている。

## 歴史
地内に縄文・弥生期の集落跡があるほか、現在のかながわ農業アカデミー敷地には平安期に遠馬城（おんまじょう）という城があったと伝えられる。

### 地名の由来
「杉を久しく保つ」という願望に由来するとされる。

### 沿革
- 江戸時代 - 高座郡杉窪村（杉久保村とも）成立。
- 1868年（明治元年） - 杉窪村、神奈川府を経て神奈川県に所属。
- 1889年（明治22年）4月1日 - 町村制施行により高座郡有馬村大字杉久保となる。
- 1955年（昭和30年） - 有馬村が海老名町と合併し、海老名町の大字となる。
- 1971年（昭和46年）11月1日 - 海老名町が市制施行し、海老名市となる。
- 2009年（平成21年）3月2日 - 北西の一部を除き住居表示実施。杉久保北一丁目 - 五丁目、杉久保南一丁目 - 五丁目成立[8][注 2]。

### 町名の変遷
| 実施後         | 実施年月日   | 実施前（特記なければ、各字名ともその一部） |
| -------------- | ------------ | ------------------------------------------ |
| 杉久保北一丁目 | 2009年3月2日 | 杉久保                                     |
| 杉久保北二丁目 | 2009年3月2日 | 杉久保                                     |
| 杉久保北三丁目 | 2009年3月2日 | 杉久保・大谷                               |
| 杉久保北四丁目 | 2009年3月2日 | 杉久保                                     |
| 杉久保北五丁目 | 2009年3月2日 | 杉久保                                     |
| 杉久保南一丁目 | 2009年3月2日 | 杉久保・上河内                             |
| 杉久保南二丁目 | 2009年3月2日 | 杉久保                                     |
| 杉久保南三丁目 | 2009年3月2日 | 杉久保                                     |
| 杉久保南四丁目 | 2009年3月2日 | 杉久保                                     |
| 杉久保南五丁目 | 2009年3月2日 | 杉久保・上河内・本郷                       |

## 世帯数と人口

### 杉久保北
2023年（令和5年）1月1日現在（海老名市発表）の世帯数と人口は以下の通りである。
| 丁目           | 世帯数    | 人口    |
| -------------- | --------- | ------- |
| 杉久保北一丁目 | 69世帯    | 184人   |
| 杉久保北二丁目 | 473世帯   | 1,059人 |
| 杉久保北三丁目 | 106世帯   | 304人   |
| 杉久保北四丁目 | 1,002世帯 | 2,145人 |
| 杉久保北五丁目 | 604世帯   | 1,560人 |
| 計             | 2,254世帯 | 5,252人 |

#### 人口の変遷
国勢調査による人口の推移。
| 年                 | 人口  |
| ------------------ | ----- |
| 2010年（平成22年） | 5,292 |
| 2015年（平成27年） | 5,253 |
| 2020年（令和2年）  | 5,340 |

#### 世帯数の変遷
国勢調査による世帯数の推移。
| 年                 | 世帯数 |
| ------------------ | ------ |
| 2010年（平成22年） | 1,924  |
| 2015年（平成27年） | 2,051  |
| 2020年（令和2年）  | 2,242  |

### 杉久保南
2023年（令和5年）1月1日現在（海老名市発表）の世帯数と人口は以下の通りである。
| 丁目           | 世帯数    | 人口    |
| -------------- | --------- | ------- |
| 杉久保南一丁目 | 622世帯   | 1,315人 |
| 杉久保南二丁目 | 309世帯   | 777人   |
| 杉久保南三丁目 | 453世帯   | 1,195人 |
| 杉久保南四丁目 | 247世帯   | 655人   |
| 杉久保南五丁目 | 120世帯   | 287人   |
| 計             | 1,751世帯 | 4,229人 |

#### 人口の変遷
国勢調査による人口の推移。
| 年                 | 人口  |
| ------------------ | ----- |
| 2010年（平成22年） | 4,256 |
| 2015年（平成27年） | 4,131 |
| 2020年（令和2年）  | 4,144 |

#### 世帯数の変遷
国勢調査による世帯数の推移。
| 年                 | 世帯数 |
| ------------------ | ------ |
| 2010年（平成22年） | 1,528  |
| 2015年（平成27年） | 1,536  |
| 2020年（令和2年）  | 1,656  |

## 学区
市立小・中学校に通う場合、学区は以下の通りとなる（2022年12月時点）。
| 丁目           | 番地                         | 小学校                 | 中学校               |
| -------------- | ---------------------------- | ---------------------- | -------------------- |
| 杉久保         | 48～52 54〜57                | 海老名市立有馬小学校   | 海老名市立有馬中学校 |
| 杉久保         | 1～32 35～47 61～88 472～535 | 海老名市立杉久保小学校 | 海老名市立大谷中学校 |
| 杉久保北一丁目 | 全域                         | 海老名市立杉久保小学校 | 海老名市立大谷中学校 |
| 杉久保北二丁目 | 全域                         | 海老名市立杉久保小学校 | 海老名市立大谷中学校 |
| 杉久保北三丁目 | 全域                         | 海老名市立杉久保小学校 | 海老名市立大谷中学校 |
| 杉久保北四丁目 | 全域                         | 海老名市立杉久保小学校 | 海老名市立大谷中学校 |
| 杉久保北五丁目 | 1～19番 23～30番             | 海老名市立杉久保小学校 | 海老名市立大谷中学校 |
| 杉久保北五丁目 | 20～22番                     | 海老名市立有馬小学校   | 海老名市立有馬中学校 |
| 杉久保南一丁目 | 1～14番 24～26番             | 海老名市立有馬小学校   | 海老名市立有馬中学校 |
| 杉久保南一丁目 | 15～23番 27～30番            | 海老名市立杉久保小学校 | 海老名市立大谷中学校 |
| 杉久保南二丁目 | 全域                         | 海老名市立杉久保小学校 | 海老名市立大谷中学校 |
| 杉久保南三丁目 | 全域                         | 海老名市立有馬小学校   | 海老名市立有馬中学校 |
| 杉久保南四丁目 | 全域                         | 海老名市立有馬小学校   | 海老名市立有馬中学校 |
| 杉久保南五丁目 | 全域                         | 海老名市立有馬小学校   | 海老名市立有馬中学校 |

## 事業所

### 杉久保北
2021年（令和3年）現在の経済センサス調査による事業所数と従業員数は以下の通りである。
| 丁目           | 事業所数  | 従業員数 |
| -------------- | --------- | -------- |
| 杉久保北一丁目 | 12事業所  | 90人     |
| 杉久保北二丁目 | 55事業所  | 735人    |
| 杉久保北三丁目 | 8事業所   | 119人    |
| 杉久保北四丁目 | 40事業所  | 255人    |
| 杉久保北五丁目 | 14事業所  | 237人    |
| 計             | 129事業所 | 1,436人  |

#### 事業者数の変遷
経済センサスによる事業所数の推移。
| 年                 | 事業者数 |
| ------------------ | -------- |
| 2016年（平成28年） | 117      |
| 2021年（令和3年）  | 129      |

#### 従業員数の変遷
経済センサスによる従業員数の推移。
| 年                 | 従業員数 |
| ------------------ | -------- |
| 2016年（平成28年） | 1,172    |
| 2021年（令和3年）  | 1,436    |

### 杉久保南
2021年（令和3年）現在の経済センサス調査による事業所数と従業員数は以下の通りである。
| 丁目           | 事業所数 | 従業員数 |
| -------------- | -------- | -------- |
| 杉久保南一丁目 | 33事業所 | 735人    |
| 杉久保南二丁目 | 13事業所 | 51人     |
| 杉久保南三丁目 | 21事業所 | 561人    |
| 杉久保南四丁目 | 19事業所 | 109人    |
| 杉久保南五丁目 | 10事業所 | 111人    |
| 計             | 96事業所 | 1,567人  |

#### 事業者数の変遷
経済センサスによる事業所数の推移。
| 年                 | 事業者数 |
| ------------------ | -------- |
| 2016年（平成28年） | 97       |
| 2021年（令和3年）  | 96       |

#### 従業員数の変遷
経済センサスによる従業員数の推移。
| 年                 | 従業員数 |
| ------------------ | -------- |
| 2016年（平成28年） | 1,620    |
| 2021年（令和3年）  | 1,567    |

## 交通
地内を通る鉄道路線および国道はない。

### バス
- 相鉄バス
かながわ農業アカデミーに隣接する「農大前」バス停に2系統の路線が発着する。
  - 綾23系統 下浜田経由海老名駅行き
  - 綾31系統 厚木ナイロン経由海老名駅行き
- 神奈川中央交通
県道43号線上を走る。
  - 長16系統 長後駅西口・海老名駅行き
- 海老名市コミュニティバス
北西部の「高齢者生きがい会館」バス停（相鉄バス「城山」バス停に隣接）を起終点とする。
  - 大谷・杉久保ルート 海老名駅行き

### 道路
高速道路
- 東名高速道路 - 北西部を通過。隣接する大谷南に海老名サービスエリアが所在。

主要地方道
- 神奈川県道43号藤沢厚木線 - 南西部を通過。

一般県道
- 神奈川県道406号吉岡海老名線 - 東端を通過。綾瀬市との境界をなす。
- 神奈川県道407号杉久保座間線 - 西部で県道43号線から分岐して北上。

## 施設
杉久保北二丁目
- 海老名市杉久保コミュニティセンター
- 海老名市シルバー人材センター
- 善教寺
- 豊受大神

杉久保北三丁目
- サンプラス杉久保スポーツガーデン

杉久保北四丁目
- 海老名市立杉久保小学校
- サンパルク650 - 集合住宅。
- 相鉄ローゼン杉久保店
- クリエイトSD海老名杉久保店

杉久保北五丁目
- 神奈川県立かながわ農業アカデミー - 一部施設は三丁目に所在。

杉久保南一丁目
- YKベーキングカンパニー海老名工場

杉久保南二丁目
- 杉久保郵便局

杉久保南三丁目
- 星谷会星谷学園 - 障碍者支援施設。
- 中心会えびな南高齢者施設

杉久保南四丁目
- つちのこ保育園

## その他

### 日本郵便
| 大字・町丁 | 郵便番号 | 集配局     |
| ---------- | -------- | ---------- |
| 杉久保     | 243-0414 | 綾瀬郵便局 |
| 杉久保北   | 243-0410 | 綾瀬郵便局 |
| 杉久保南   | 243-0427 | 綾瀬郵便局 |